# فرودگاه تاتالینا ال‌آرآراس
فرودگاه تاتالینا ال‌آرآراس (به انگلیسی: Tatalina LRRS Airport) یک فرودگاه نظامی بهره‌برداری هوایی با کد یاتا TLJ است که یک باند فرود شن دارد و طول باند آن ۱۱۵۸ متر است. این فرودگاه در کشور ایالات متحده آمریکا قرار دارد و در ارتفاع ۲۹۴ متری از سطح دریا واقع شده است.